# John Boles
John Boles est un acteur américain né le 28 octobre 1895 à Greenville (Texas) et mort le 27 février 1969 à San Angelo (Texas).

## Filmographie

### Cinéma muet
- 1924 : The Sixth Commandment de Christy Cabanne : John Brant
- 1924 : So This Is Marriage? : Uriah
- 1925 : Le Train de 6 heures 39 (Excuse Me) d'Alfred J. Goulding : lieutenant Shaw
- 1927 : The Love of Sunya : Paul Judson
- 1928 : Le Pâtre des collines (The Shepherd of the Hills) de Albert S. Rogell  : le jeune Matt
- 1928 : Après la rafle (Romance of the Underworld) d'Irving Cummings : Stephen Ransome
- 1928 : The Bride of the Colorado : John Barrows
- 1928 : L'Âme d'une nation (We Americans), d'Edward Sloman : Hugh Bradleigh
- 1928 : L'Insoumise (Fazil) de Howard Hawks : John Clavering
- 1928 : Virgin Lips : Barry Blake
- 1928 : The Water Hole : Bert Durland
- 1928 : Man-Made Woman : John Payson
- 1929 : Le Dernier Avertissement (The Last Warning) de Paul Leni : Qualie

### Cinéma parlant
- 1929 : Le Chant du désert (The Desert Song) de Roy Del Ruth : The Red Shadow
- 1929 : Scandal : Maurice
- 1929 : Rio Rita de Luther Reed : Capitaine Jim Stewart, Texas Ranger
- 1930 : Chanson de l'Ouest (Song of the West) de Ray Enright : Capitaine Stanton
- 1930 : Captain of the Guard (en) de John Stuart Robertson : Rouget de Lisle
- 1930 : La Féerie du jazz (The King of Jazz) : specialty singer
- 1931 : One Heavenly Night : Count Mirko Tibor
- 1931 : Resurrection : Prince Dmitri Nekhludoff
- 1931 : Seed de John M. Stahl : Bart Carter
- 1931 : Frankenstein de James Whale : Victor Moritz
- 1931 : Good Sport : Boyce Cameron
- 1932 : Careless Lady : Stephen Illington
- 1932 : Histoire d'un amour (Back Street) de John M. Stahl : Walter Saxel
- 1932 : Six Hours to Live : Karl Kranz
- 1933 : Child of Manhattan : Paul Vanderkill
- 1933 : Une nuit seulement (Only Yesterday) de John M. Stahl : James Stanton Emerson
- 1933 : My Lips Betray : King Rupert aka Captain von Linden
- 1933 : Taxi Girls (Child of Manhattan) d'Edward Buzzell
- 1934 : Beloved de Victor Schertzinger : Carl Hausmann
- 1934 : I Believed in You : Michael Harrison
- 1934 : Tu seras star à Hollywood : Hal Reed
- 1934 : Wild Gold : Steve Miller
- 1934 : Le Calvaire de Flora Winters (The Life of Vergie Winters) d'Alfred Santell: John Shadwell
- 1934 : The Age of Innocence : Newland Archer
- 1934 : The White Parade d'Irving Cummings : Ronald Hall III
- 1934 : Musique dans l'air (Music in the Air) de Joe May : Bruno Mahler
- 1934 : Le Ministère des amusements (Stand Up and Cheer!) de Hamilton MacFadden
- 1935 : Boucles d'or (Curly Top) d'Irving Cummings : Edward Morgan
- 1935 : Orchids to You : Thomas Bentley
- 1935 : Redheads on Parade : John Bruce
- 1935 : La Fille du rebelle (The Littlest Rebel) de David Butler : Capitaine Herbert Cary
- 1936 : Rose of the Rancho : Jim Kearney
- 1936 : Message à Garcia (A Message to Garcia) de George Marshall : Lt. Andrew Rowan
- 1936 : L'Obsession de madame Craig (Craig's Wife) de Dorothy Arzner : Walter Craig
- 1937 : As Good as Married : Alexander Drew
- 1937 : Stella Dallas de King Vidor : Stephen Dallas
- 1937 : Fight for Your Lady : Robert Densmore
- 1937 : She Married an Artist de Marion Gering : Lee Thornwood
- 1938 : Romance in the Dark : Antal Kovach
- 1938 : Malfaiteurs au paradis (Sinners in Paradise) de James Whale : Jim Taylor
- 1941 : Road to Happiness : Jeff Carter
- 1942 : Le Fruit vert (Between Us Girls) : Steven Forbes
- 1943 : La Parade aux étoiles (Thousands cherr) de George Sidney : Colonel Bill Jones
- 1952 : Les Mille et Une Filles de Bagdad (Babes in Bagdad) : Hassan